# Petrichus tobioides
Petrichus tobioides är en spindelart som beskrevs av Cândido Firmino de Mello-Leitão 1941. 
Petrichus tobioides ingår i släktet Petrichus och familjen snabblöparspindlar. Inga underarter finns listade i Catalogue of Life.